# Nazionale maschile under 18 di pallacanestro del Benin
La nazionale di pallacanestro beninese Under-18 è una selezione giovanile della nazionale beninese di pallacanestro, ed è rappresentata dai migliori giocatori di nazionalità beninese di età non superiore ai 18 anni.
Partecipa a tutte le manifestazioni internazionali giovanili di pallacanestro per nazioni gestite dalla FIBA.

## Partecipazioni

### FIBA AfroBasket Under-18
- 2014 - 8°
- 2016 - 11°
- 2022 - 8°